# Undressing Extraordinary
Undressing Extraordinary, známý také pod názvem The Troubles of a Tired Traveller, je britský němý film z roku 1901. Režisérem je Walter R. Booth (1869–1938). Film trvá zhruba tři minuty.

## Děj
Muž v hotelové místnosti se rozhodne jít spát a sundá si kabát a vestu. Najednou ale zjistí, že je oblečený v uniformě Kontinentální armády. Hned jak si ji sundá, ocitne se v policejní uniformě. Poté co se z ní svleče, prostřídá se na něm ještě několik kostýmů. Když muž všechny zahodí, pokusí se v noční košili ulehnout do postele. Na posteli se ale objeví lidská kostra, která se promění v židli, kterou dá muž pryč. Muž si lehne do postele, ta ale zmizí a muž skončí znovu oblečen. Na závěr na muže padají části postele jako polštáře, ložní prádlo a peří.